# Cavalo de esporte

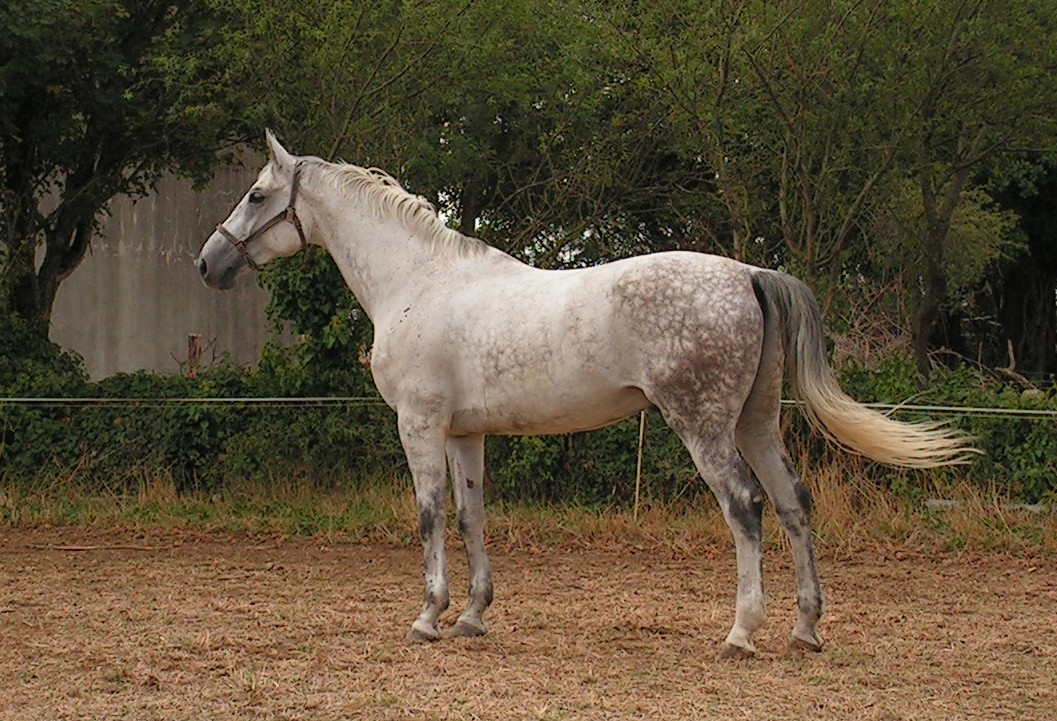
Boa conformação de cavalo de esporte: Ombros inclinados, boa constituição e musculatura, e ângulo correto das pernas.

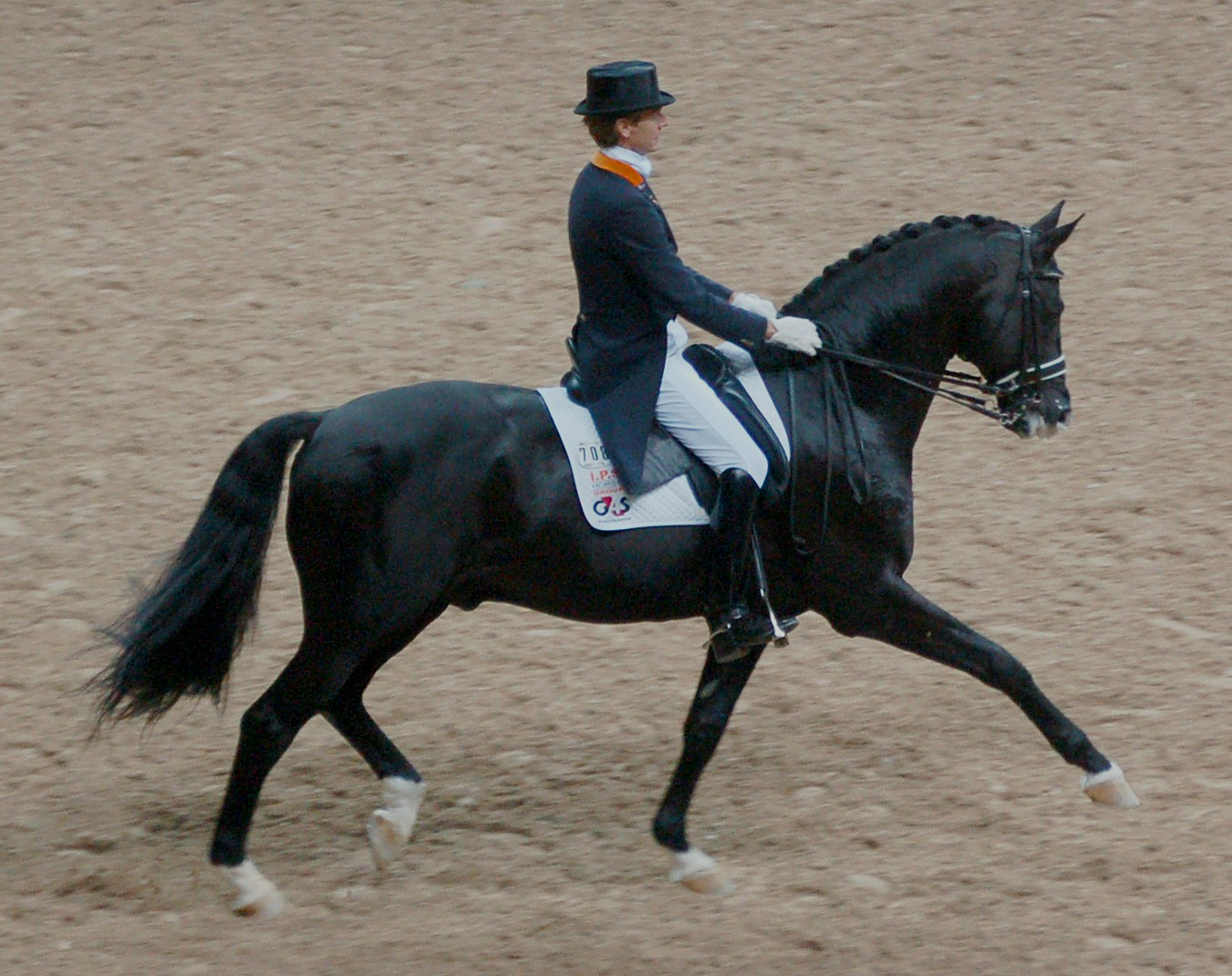
Cavalo Trakehner practicando adestramento

Um cavalo de esporte ou cavalo de desporto é um termo normalmente aplicado a raças de cavalo criadas para esportes equestres olímpicos como adestramento, concurso completo de equitação e saltos. É, portanto, um tipo de cavalo e não uma raça específica, mas definições precisas variam. 

Exemplos de outros tipos de cavalos incluem os cavalos de tração, cavalos de sela ou andadores e cavalos de trabalho. Cavalos usados para montaria no campo ou quaisquer formas de turfe normalmente não são descritas como raças de esporte.

## Criação
Os cavalos deste tipo são criados especificamente por suas qualidades de conformação, movimento e temperamento. O objetivo e a criação de cavalos de esporte varia pouco entre diferentes países, mas uma definição exata de "cavalo de esporte" pode diferir um pouco nesses casos. Um exemplo disso é que enquanto no Reino Unido o termo aplica-se principalmente a raças destinadas a esportes olímpicos, nos Estados Unidos o termo é considerado mais amplo e pode incluir raças destinadas à caça.
Mundialmente, a criação de cavalos de esporte é supervisionada pela World Breeding Federation for Sport Horses. A WBFSH, como é chamada, intermedia a relação entre organizações de criação de cavalos de esporte e a Federação Equestre Internacional (FEI). Características comuns e valorizadas nos cavalos de esporte são principalmente:
- Conformação: a maior parte dos cavalos de esporte possuem similaridades em sua conformação. Isso inclui características que tem efeitos diretos nas habilidades dos animais em saltar e mover-se, como uma constituição ascendente.

- Movimento: apesar do movimento poder variar entre disciplinas, a maior parte das raças de cavalo de esporte são criadas para passos largos e movimentos que usam todo o corpo. O trote e o canter devem ter boa suspensão. O movimento torna mais fácil para o cavaleiro ensinar o cavalo a iniciar, manter e estender seus passos, características essas necessárias em muitos esportes equestres.

- Habilidade de salto: cavalos criados para disciplinas de salto possuem boa forma de salto, com pernas traseiras mais firmes e boa musculatura. Eles também são criados para ter conformação que permita saltar mais alto.

- Temperamento: como a produção de um bom cavalo de esporte depende de muito treino, eles geralmente são criados em função de sua treinabilidade e disposição para trabalharem. Cavalos criados para competições de nível olímpico podem ser um pouco mais temperamentais uma vez que serão montados por cavaleiros experientes, e isso pode ser uma vantagem. De maneira contrária, cavalos para cavaleiros amadores são normalmente criados para serem mais quietos e permissivos.

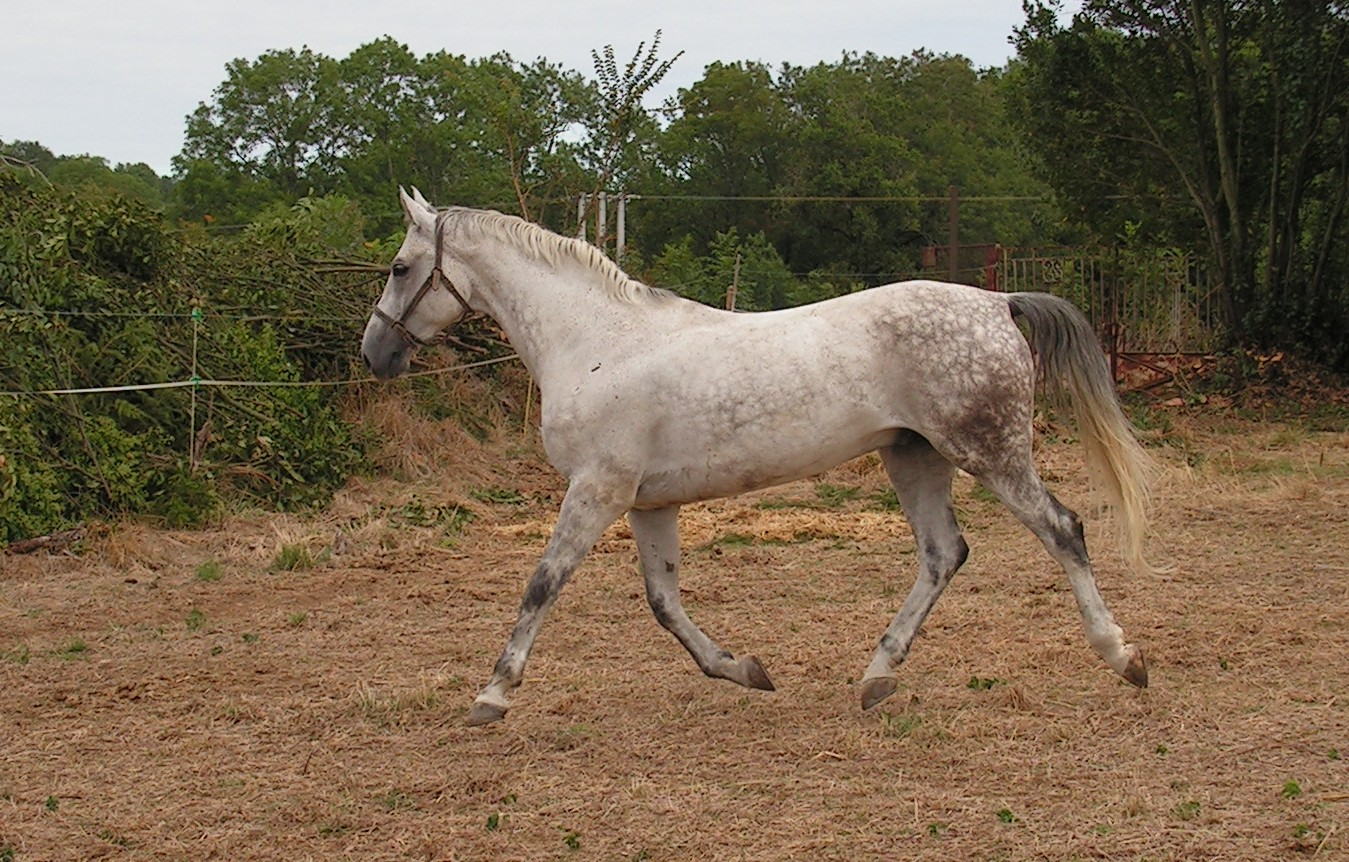
Animal mostrando suspensão natural

## Raças
Muitas raças são desenvolvidas especificamente para serem cavalos de esporte, particularmente em adestramento e salto. O puro-sangue inglês é comumente usado como cavalo de esporte, especialmente em concurso completo de equitação, e algumas linhagens foram criadas especificamente como cavalos de esporte e não cavalos de corrida. Esses, costumam ter uma constituição mais pesada, e não a constituição normalmente esguia dos cavalos de corrida. Alguns Puro-sangue inglês são cruzados com cavalos de tração para criar cavalos de esporte, e trata-se da fundação dos chamados cavalos de sangue-quente. Um exemplo é o Irish Sport Horse, um cruzamento entre o Puro-sangue inglês e o Irish Draft.
Outras raças comummente usadas como cavalos de esporte são o Cavalo barroco, o Quarto de milha, o Cavalo árabe, diversas raças de pôneis, e até raças como o American Saddlebred são usadas em alguns casos para essa finalidade.